# Jonathan McKee
Jonathan Dunn McKee (* 19. Dezember 1959 in Seattle) ist ein ehemaliger US-amerikanischer Segler.

## Erfolge
Jonathan McKee nahm zunächst an den Olympischen Spielen 1984 in Los Angeles in der Bootsklasse Flying Dutchman teil. Gemeinsam mit William Carl Buchan wurde er Olympiasieger vor Evert Bastet und Terry McLaughlin sowie Peter Allam und Jonathan Richards. Mit einer Gesamtpunktzahl von 19,7 Punkten erhielten sie die Goldmedaille. Im Jahr zuvor waren sie in Cagliari zudem Weltmeister geworden. McKee wechselte anschließend in die 49er Jolle und trat mit seinem Bruder Charles McKee zu Regatten an. Gemeinsam gewannen sie bei den Olympischen Spielen 2000 in Sydney die Bronzemedaille hinter dem finnischen und dem britischen Boot. Zudem sicherten sie sich bei Weltmeisterschaften zunächst 1997 in Perth die Silbermedaille, ehe ihnen 2001 in Malcesine der Titelgewinn gelang. McKee startete bei zahlreichen Hochseeregatten, wie etwa dem America’s Cup oder dem Volvo Ocean Race 2008–2009.
McKee schloss ein Architekturstudium an der Yale University ab.